# Sebastian Ramhorn
Ola Sebastian Ramhorn, född 3 maj 1996, är en svensk fotbollsspelare. Hans tvillingbror, Johan, är också fotbollsspelare.

## Klubbkarriär

### Tidig karriär
Ramhorn började spela fotboll i Oxie IF som sexåring. Han spelade i Oxie tills han var tolv och gick senare över till Real Malmö. Med Oxie var han med och vann Skånecupen som tioåring. Under första året i Real Malmö var han med och spelade final i Gothia Cup, där de dock förlorade på straffar.
Sommaren 2012 åkte Ramhorn och hans tvillingbror Johan till Kalmar FF för att provspela, vilket slutade med att de blev kontrakterade.

### Kalmar FF
Den 10 maj 2014 gjorde Ramhorn sin allsvenska debut för Kalmar FF i en 2–0-hemmaseger över IFK Norrköping, där han byttes in i den 67:e minuten mot skadade Marcus Thorbjörnsson. Ramhorn spelade totalt tio allsvenska matcher under säsongen 2014.
I juli 2018 bröt han sitt kontrakt med klubben.

### Åtvidabergs FF (lån)
Den 6 augusti 2015 lånades Ramhorn ut till Åtvidabergs FF för resten av säsongen. I januari 2016 förlängde Ramhorn sitt kontrakt med Kalmar FF över säsongen 2017 och lånades samtidigt åter ut till Åtvidabergs FF. Ramhorn spelade 12 matcher för klubben i Superettan 2016 innan han åkte på en korsbandsskada. I december 2016 blev det klart att Ramhorn stannar kvar i Åtvidaberg på ytterligare en utlåning.

## Landslagskarriär
Ramhorn var med i Sveriges trupp vid U17-EM 2013, där de åkte ut på straffar mot Ryssland i semifinalen. Han var även med i Sveriges trupp som vann brons vid U17-VM 2013. Totalt spelade han 26 matcher för Sveriges U17-landslag. Han har även spelat 13 matcher för Sveriges U19-landslag.